# Open Data Protocol
Open Data Protocol (OData) – protokół sieciowy służący do pobierania oraz aktualizowania danych stworzony przez firmę Microsoft. Oparty jest na standardowych protokołach sieciowych takich jak HTTP i Atom, dodając do nich możliwość wykonywania zapytań i zwracania podzbiorów danych w formacie XML lub JSON. Protokół oparty jest na licencji Microsoft Open Specification Promise.

## Przestrzenie nazw XML
Przestrzenie nazw wykorzystywane podczas reprezentacji XML to:
- Data Namespace – przestrzeń wykorzystywana do reprezentacji danych
- Metadata Namespace – przestrzeń nazw wykorzystywana do reprezentacji metadanych

## Pojęcia podstawowe
- Collection (kolekcja) – zasób przechowujące zbiór elementów Member Resource
- Entity Data Model (Model danych) – abstrakcyjny model danych wykorzystywany przez serwis OData
- Entry (wpis) – element kolekcji reprezentowany przez Atom Entry Document (dla reprezentacji XML) lub obiekt JSON (dla reprezentacji JSON)
- Feed (źródło) – reprezentacji kolekcji
- Link (relacja) – określa relację pomiędzy dwoma wpisami
- Property (właściwość) – element reprezentujący część wpisu
- Resource (zasób) – dostępny poprzez sieć obiekt danych

## Konwencje URI
Adres URI serwisów OData składają się z trzech zasadniczych części:
1. Adres główny serwisu – np. http://services.odata.org/OData/OData.svc
2. Ścieżka do zasobu – np. Categories(1)/Products
3. Operatory zapytań – np. top=2&$orderby=Name

Złożenie powyższych trzech elementów da dostęp do kolekcji Produktów należących do jednej kategorii, posortowanej według nazwy. Z tej kolekcji zostaną wybrane dwa produkty: http://services.odata.org/OData/OData.svc/Categories(1)/Products?$top=2&$orderby=Name

Opcje zapytania należy poprzedzić symbolem „?”, a wszystkie operacje zapytań poprzedzone są symbolem „$”.

Opcje zapytań to:
- $orderby (sortowanie) – sortowanie według wybranej właściwości: $orderby=Name.

rosnąco – domyślnie sortowanie odbywa się w sposób rosnący. Zapisy: $order=Name oraz $orderby=Name asc są sobie równoznaczne
malejąco – wykonanie sortowania malejącego wykonuje się poprzez dodanie słowa kluczowego desc: $orderby=Name desc
- $top – operator zwracający podzbiór z kolekcji wyników w zależności od przekazanego parametru np. $top=2 zwróci dwa wpisy
- $filter (filtrowanie) – operator umożliwiający filtrowanie wyników względem zadanego kryterium np. $filter=Name eq 'Cranberry Juice’ zwróci wpisy produktów, dla których właściwość Name zawiera wartość Cranberry Juice

Protokół OData dostarcza operatory filtrowania w trzech grupach: Logiczne, Arytmetyczne, Grupujące.
- $format – operator informujący serwis w jakim formacie mają zostać zwrócone wyniki:

Atom – http://services.odata.org/OData/OData.svc/Categories(1)/Products?$top=2&$orderby=Name&$format=atom
JSON – http://services.odata.org/OData/OData.svc/Categories(1)/Products?$top=2&$orderby=Name&$format=json
- $select (projekcja) – w celu ograniczenia liczby wyświetlanych właściwości dla encji możliwe jest zastosowanie operatora $select oraz przekazanie nazwy właściwości jako parametrów: http://services.odata.org/OData/OData.svc/Categories(1)/Products?$top=2&$orderby=Name&$select=Name,Price